# Sergej Moleveld
Hendrik Edgar Sergej Moleveld (20 januari 1971) is een Nederlandse oud-politicus. Van 31 augustus 2004 tot 12 november 2004 was hij partijvoorzitter van de LPF.

## Politieke carrière
Voordat hij voorzitter werd, was hij als een van de eerste leden van de Lijst Pim Fortuyn betrokken bij de jonge partij in oprichting. Moleveld is lid nummer 34 van de partij en is dan ook vanaf de oprichtingsdatum lid van de Lijst Pim Fortuyn. Moleveld werd in november 2002 lid van de kiescommissie voor de Provinciale Staten van Zuid-Holland. Na het opstappen van het Provinciaal Bestuur van Zuid-Holland werd hij naast lid van de kiescommissie ook secretaris-penningmeester van de Provinciale afdeling Zuid-Holland. Als lid van de kiescommissie was hij een van de belangrijkste schrijvers van het Provinciaal Verkiezingsprogramma van de LPF Zuid-Holland voor de Provinciale Verkiezingen 2003. Na de Provinciale verkiezingen werd hij beleidsmedewerker van de LPF-fractie Zuid-Holland. In juni 2003 werd hij voorzitter van de Provinciale afdeling Zuid-Holland en had zo als voorzitter van de grootste afdeling (60% van de leden woont in Zuid-Holland) veel invloed binnen de partij. Moleveld stond op zeer goede voet met het hoofdbestuur, alwaar zijn vriend Ed Maas voorzitter was. Nadat Ed Maas en Oscar Hammerstein terug traden om persoonlijke redenen werd Moleveld gezien als een van de 'machtige' mensen binnen de partij, wat ook tot uitdrukking kwam in zijn verkiezing tot lid van het Hoofdbestuur in juni 2004. Na wat interne strubbelingen had hij op een gegeven moment alleen zitting in het Hoofdbestuur wat uniek is in de Nederlandse Parlementaire geschiedenis. Daarnaast won de vereniging in een rechtszaak van de Tweede Kamer fractie de strijd om de naam 'Lijst Pim Fortuyn' onder zijn leiding. Maar de partij kwam in steeds moeilijker vaarwater en de partij verkeerde in steeds groter wordende financiële problemen en de schandalen stapelden zich op. De druk op hem werd steeds groter en na het wegvallen van toegezegde leningen was de maat vol. Ook het saneren van de financiën en het royeren van 'rechts' georiënteerde leden brachten veel druk en onrust naar zijn persoon met zich mee.

## Dreigbrief
Op 10 november 2004 werd Moleveld aangehouden, op verdenking van het schrijven van een dreigbrief aan zichzelf. Moleveld werd ervan verdacht dat hij een per fax opgestelde bedreiging gericht aan zichzelf had verstuurd. Na de ledenvergadering van februari 2005 is hij uit eigen beweging uit het bestuur gegaan en zijn Bert Snel, Laetitia Simonis en Jens van der Vorm-de Rijke na hun interim periode door de leden gekozen voor het nieuwe bestuur. 
Op 5 december 2005 heeft de rechtbank in Rotterdam oud-LPF-voorzitter Moleveld veroordeeld tot een werkstraf van honderd uur. Ook moet hij 1000 euro boete betalen. Van Moleveld wordt gedacht dat hij in november 2004 zogenaamd een dreigfax aan zichzelf verzond. Moleveld deed vervolgens aangifte van bedreiging. Er was onduidelijk wat precies de redenen waren waaronder een en ander gebeurd is. Dit heeft meegewogen in de straf die Moleveld heeft gekregen. De officier van justitie rekent hem wel aan dat hij de aangifte van de dreigbrief enkele dagen na de moord op Theo van Gogh deed. Moleveld heeft tijdens de behandeling voor de politierechter zijn spijt betuigd en aangegeven dat hij nog steeds niet kan bevatten wat hem toen onder zware psychische druk is overkomen en hoe hij tot deze 'dwaze daad' was gekomen. Er blijft in ieder geval een hoop onduidelijk over hoe een en ander nu werkelijk is gegaan en welke rol anderen hierin gespeeld hebben. Moleveld heeft al in een eerder stadium zijn excuses gemaakt tegenover betrokkenen.